# Thập niên 150 TCN
Thập niên 150 TCN hay thập kỷ 150 TCN chỉ đến những năm từ 150 TCN đến 159 TCN.